# 複分解

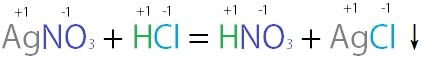
複分解例

複分解（ふくぶんかい、double decomposition）とは2種類の化合物が成分を交換して新たに2種類の化合物に変化する化学反応である。反応形式的には{\displaystyle {\ce {{AB}+ CD -> {AC}+ BD}}}となりメタセシス (metathesis) 、二重置換反応(double displacement reaction)ともよばれることもある。
具体的には
{\displaystyle {\ce {{KCl}+AgNO3->{KNO3}+AgCl\downarrow }}}
などが相当する。すなわち出発物質がそれぞれ単独では
{\displaystyle {\ce {KCl\ \rightleftarrows \ {K^{+}}+Cl^{-}}}}
{\displaystyle {\ce {AgNO3\ \rightleftarrows \ {Ag^{+}}+NO3^{-}}}}
という解離反応であるが AgCl は難溶性の為、両者が合わさると平衡反応は失われ複分解が進行する。